# Sidney Wicks
Sidney Wicks (nacido el 19 de septiembre de 1949 en Los Ángeles, California) es un exjugador de baloncesto estadounidense que jugó en la NBA en la década de los 70. Con sus 2,06 metros de altura, jugaba de ala-pívot. 

## Trayectoria deportiva

### Universidad
A causa de sus malas notas en High School, comenzó su carrera universitaria en Santa Monica Junior College, donde permaneció un año antes de ir a jugar con los Bruins de la Universidad de California-Los Ángeles. Allí lideró a su equipo para conseguir 3 títulos de la NCAA consecutivos entre 1969 y 1971. Fue nombrado Jugador Más Mejorado de la Liga Universitaria en 1970, y ganó el prestigioso Trofeo Oscar Robertson al mejor universitario en el año 1971.

### Profesional
Fue elegido en la segunda posición del Draft de la NBA de 1971 por Portland Trail Blazers, donde cuajó una excelente primera temporada, promediando 24,5 puntos y 11,5 rebotes, lo que le valieron para ser elegido como Rookie del Año. curiosamente, esa fue su mejor campaña en 10 años como profesional, y aunque mantuvo un buen nivel que le permitió disputar 4 All Star, nunca llegó a las cifras de su temporada de novato. Jugó durante 5 temporadas en Oregón, siendo traspasado a Boston Celtics en la temporada 76-77. Allí permaneció 2 años, para cabar jugando sus tres últimas campañas en San Diego Clippers, ya con unas estadísticas más bien mediocres.
En sus 10 temporadas terminó promediando 16,8 puntos y 8,7 rebotes por partido.

## Estadísticas de su carrera en la NBA

### Temporada regular
| Año      | Equipo    | PJ  | PT | MPP  | %TC  | %3P  | %TL  | RPP  | APP | ROB | TPP | PPP  |
| -------- | --------- | --- | -- | ---- | ---- | ---- | ---- | ---- | --- | --- | --- | ---- |
| 1971-72  | Portland  | 82  | —  | 39.6 | .427 | —    | .710 | 11.5 | 4.3 | —   | —   | 24.5 |
| 1972-73  | Portland  | 80  | —  | 39.4 | .452 | —    | .723 | 10.9 | 5.5 | —   | —   | 23.8 |
| 1973-74  | Portland  | 75  | —  | 38.0 | .459 | —    | .762 | 9.1  | 4.3 | 1.2 | .8  | 22.5 |
| 1974-75  | Portland  | 82  | —  | 38.6 | .497 | —    | .706 | 10.7 | 3.5 | 1.3 | 1.0 | 21.7 |
| 1975-76  | Portland  | 79  | —  | 38.5 | .483 | —    | .674 | 9.0  | 3.1 | 1.0 | .7  | 19.1 |
| 1976-77  | Boston    | 82  | —  | 32.2 | .458 | —    | .668 | 10.0 | 2.1 | .8  | .7  | 15.1 |
| 1977-78  | Boston    | 81  | —  | 29.8 | .467 | —    | .660 | 8.3  | 2.1 | .8  | .6  | 13.4 |
| 1978-79  | San Diego | 79  | —  | 25.6 | .462 | —    | .650 | 5.1  | 1.6 | .9  | .5  | 9.8  |
| 1979-80  | San Diego | 71  | —  | 30.2 | .423 | .000 | .546 | 5.8  | 3.0 | 1.1 | .7  | 7.1  |
| 1980-81  | San Diego | 49  | —  | 22.1 | .437 | .000 | .507 | 4.6  | 2.3 | .8  | .8  | 6.7  |
| Total    | Total     | 760 | —  | 33.9 | .459 | .000 | .685 | 8.7  | 3.2 | 1.0 | .7  | 16.8 |
| All-Star | All-Star  | 4   | 1  | 20.3 | .450 | —    | .722 | 8.3  | 1.0 | —   | —   | 12.3 |

### Playoffs
| Año   | Equipo | PJ | PT | MPP  | %TC  | %3P | %TL  | RPP | APP | ROB | TPP | PPP  |
| ----- | ------ | -- | -- | ---- | ---- | --- | ---- | --- | --- | --- | --- | ---- |
| 1977  | Boston | 9  | —  | 29.0 | .519 | —   | .732 | 9.2 | 1.8 | 1.4 | .3  | 13.1 |
| Total | Total  | 9  | —  | 29.0 | .519 | —   | .732 | 9.2 | 1.8 | 1.4 | .3  | 13.1 |

## Logros y reconocimientos
Universidad
- Oscar Robertson Trophy (1971)
- Premio Sporting News al Baloncestista Universitario del Año (1971)
- 2 veces Helms Foundation College Basketball Player of the Year (1970-1971)
- 3 veces Campeón de la NCAA (1969, 1970 y 1971)

NBA
- Rookie del Año de la NBA en 1972.
- Elegido en 4 ocasiones para el All Star (1972-1975).